# 김영립
김영립(金英立, 1953년 12월 3일 ~ )은 대한민국의 제3·4·5대 경상남도 김해시의원이다.

## 학력
- 부산과학기술대학교 토목과
- 인제대학교 산업안전보건학 학사 졸업
- 인제대학교 대학원 행정학 석사 졸업

## 경력
- 1990 ~ 1991 제23대 JCI Korea 김해 회장
- 1998.07 ~ 2002.06 제3대 경상남도 김해시의회 의원
- 2002.07 ~ 2004.05 제4대 경상남도 김해시의회 의원
- 2003 ~ 2004 제2대 김해시 제일라이온스클럽 회장
- 한나라당 입당
- 2006.07 ~ 2010.06 제5대 경상남도 김해시의회 의원
- 2008.07 ~ 2010.06 제5대 경상남도 김해시의회 후반기 의장
- 2008.07 ~ 2009.06 전국 시·군구의회의장협의회 부회장
- 2008.07 ~ 2009.06 경상남도 시·군의회의장협의회 회장
- 한나라당 탈당

## 역대 선거 결과
|  | 17.32% |

|  | 47.56% |

|  | 0% |

|  | 47.0% |

|  | 19.47% |

|  | 11.16% |

|  | 41.31% |